# Paris la nuit (film, 1930)
Pour les articles homonymes, voir Paris la nuit.
Paris la nuit est un film français réalisé par Henri Diamant-Berger et sorti en 1930.

## Synopsis
La riche comtesse Rita entraîne des amis dans ce qu'elle croit être un bal populaire des bas-fonds...

## Fiche technique
- Réalisation : Henri Diamant-Berger
- Scénario : Francis Carco
- Production : Erka-Prodisco
- Format : Son mono - Noir et blanc  - 1,20:1
- Date de sortie : 
  - France : 29 décembre 1930

## Distribution
- Marguerite Moreno : Mme Zouzou
- Armand Bernard : Cramoisi
- Jean-Louis Allibert	: Bob
- Paul Azaïs :
- Bill-Bocketts
- Géo Charley
- Floryse
- Jean Galland
- Abel Jacquin
- Alexandre Mathillon
- Suzet Maïs : La comtesse Rita
- Pierre Moreno
- Renée Palme
- Jeanne Pérez
- Marcel Vallée : Valentin